# Nokia 7710
Nokia 7710 es un teléfono móvil producido por Nokia en 2004 basado en el Nokia 7700. Es el primer teléfono inteligente de Nokia en ejecutar el sistema Symbian OS Serie 90.
Compatible con las redes GSM/HSCSD/GPRS/EDGE 900/1800/1900 MHz, el 7710 tiene una pantalla táctil LCD con una resolución de 640 x 320 píxeles con una profundidad de color de 16 bits, la cual tiene un modo especial de ahorro de energía, activando sólo 640 x 64 píxeles. Tiene 90 MB de memoria interna, soportada por una tarjeta MMC de 128 MB. La memoria externa puede ser actualizada hasta 2 GB.
Caracterizada por una cámara megapixel integrada con una resolución máxima de 1152 x 864 píxeles y zoom digital de 2x, el 7710 también integraba radio FM, Bluetooth y una interfaz Pop-Port propiedad de Nokia para propósitos de conectividad.
Ofreciendo un amplio rango de software, el 7710 incluye la mayoría de las aplicaciones que se pueden en contrar en los Nokia Serie 80, 9300 y 9500 communicator, como una suit PIM completa, un navegador compatible con XHTML con soporte Flash 6.0; cliente de correo electrónico soportando SMTP, POP3 e IMAP4; una suite ofimática incluyendo un procesador de texto, hoja de cálculo y un visor de PowerPoint; perfiles de tiempo; soporte VoIP y más. Además, el 7710 también soporta aplicaciones Java MIDP 2.0. 
Nokia 7710 también ofrece grabación de vídeo en múltiples formatos, cortesía de su cámara integrada, soportando resolución QCIF a 17 frames por segundo en los formatos MPEG4, H.263 y Real Video 8 - para los cuales el dispositivo también soporta visualización a pantalla completa a 15 FPS. Adicionalmente, el reproductor de música soporta los formatos MP3, AAC, RealAudio 7 y 8, WAV, MIDI y AMR. El visor de imágenes soporta los formatos JPEG, GIF, WBMP, BMP, MBM y PNG.

## Especificaciones
| Dimensiones       | 128 x 69.5 x 19 mm, 142 cc |
| Peso              | 189 g |
| Pantalla          | TFT táctil, 65,536 colores, 640 x 320 píxeles |
| GPRS              | Clase 10 (4+1/3+2 slots), 32–48 kbit/s |
| HSCSD             | 43.2 kbit/s |
| EDGE              | Clase 10, 236.8 kbit/s |
| Bluetooth         | v1.2 |
| USB               | Sí, Pop-Port |
| Mensajería        | SMS, MMS, Correo electrónico |
| Cámara            | 1.3-0.99 megapixels dependiendo del firmware (1280 x 1024 px - 1152 x 864 px), video (QCIF),(con la actualización a la versión 4.10 del firmware, 1.3 megapixels) |
| CPU               | ARM 150MHz (fuente: TaskSpy) |
| Almacenamiento    | Tarjeta de memoria MMC (128Mb–2Gb) + 90MB de memoria interna |
| Sistema Operativo | Symbian OS v7.0s, Serie 90 |
| Otro Software     | |
| Navegador         | WAP/xHTML, HTML con soporte Flash 6 |
| Batería           | 342 horas |